# Bundestagswahlkreis Bautzen – Löbau
Der Bundestagswahlkreis Bautzen – Löbau war von 1990 bis 2002 ein Wahlkreis in Sachsen. Er besaß die Nummer 316 und umfasste die Landkreise Bautzen und Löbau. Im Rahmen der Wahlkreisreform von 2002, bei der die Anzahl der Wahlkreise in Sachsen von 21 auf 17 reduziert wurde, wurde das Gebiet des Wahlkreises auf die Wahlkreise Bautzen – Weißwasser und Löbau-Zittau – Görlitz – Niesky aufgeteilt.
Das Direktmandat wurde stets von Gottfried Haschke (CDU) gewonnen.

## Bundestagswahl 1998
| Kandidaten                     | Kandidaten                     | Parteien/Listen     | Erststimmen | Erststimmen | Zweitstimmen | Zweitstimmen |
| Kandidaten                     | Kandidaten                     | Parteien/Listen     | Stimmen     | %           | Stimmen      | %            |
| ------------------------------ | ------------------------------ | ------------------- | ----------- | ----------- | ------------ | ------------ |
|                                | Gottfried Haschkegewählt im WK | CDU                 | 55.728      | 43,9        | 50.463       | 39,5         |
|                                | Uwe Nostitz                    | SPD                 | 35.180      | 27,7        | 29.190       | 22,9         |
|                                | Sieghard Kosel                 | PDS                 | 20.823      | 16,4        | 22.658       | 17,8         |
|                                | Hans-Ulrich Ebschner           | GRÜNE               | 4.159       | 3,3         | 4.367        | 3,4          |
|                                | Georg Zschornack               | F.D.P.              | 4.737       | 3,7         | 4.473        | 3,5          |
|                                | −                              | BüSo                | –           | –           | 117          | 0,1          |
|                                | Winfried Schachten             | BFB – Die Offensive | 6.286       | 5,0         | 1.053        | 0,8          |
|                                | –                              | Chance 2000         | –           | –           | 432          | 0,3          |
|                                | –                              | DVU                 | –           | –           | 6.119        | 4,8          |
|                                | –                              | GRAUE               | –           | –           | 475          | 0,4          |
|                                | −                              | REP                 | –           | –           | 1.800        | 1,4          |
|                                | –                              | Pro DM              | –           | –           | 4.111        | 3,2          |
|                                | −                              | NPD                 | –           | –           | 1.775        | 1,4          |
|                                | –                              | ödp                 | –           | –           | 154          | 0,1          |
|                                | −                              | PBC                 | –           | –           | 455          | 0,4          |
| Gesamt                         | Gesamt                         | Gesamt              | 126.913     | 100         | 127.642      | 100          |
|                                |                                |                     |             |             |              |              |
| Ungültige Stimmen              | Ungültige Stimmen              | Ungültige Stimmen   | 0           | 0,0         | −729         | -0,6         |
| Wähler                         | Wähler                         | Wähler              | 126.913     | 80,6        | 126.913      | 80,6         |
| Wahlberechtigte                | Wahlberechtigte                | Wahlberechtigte     | 157.413     |             | 157.413      |              |
|                                |                                |                     |             |             |              |              |
| Quellen: Der Bundeswahlleiter, |                                |                     |             |             |              |              |

## Bundestagswahl 1994
| Kandidaten                     | Kandidaten                     | Parteien/Listen   | Erststimmen | Erststimmen | Zweitstimmen | Zweitstimmen |
| Kandidaten                     | Kandidaten                     | Parteien/Listen   | Stimmen     | %           | Stimmen      | %            |
| ------------------------------ | ------------------------------ | ----------------- | ----------- | ----------- | ------------ | ------------ |
|                                | Gottfried Haschkegewählt im WK | CDU               | 68.605      | 60,3        | 64.885       | 56,7         |
|                                | –                              | SPD               | 21.829      | 19,2        | 20.686       | 18,1         |
|                                | –                              | PDS               | 18.112      | 15,9        | 17.198       | 15,0         |
|                                | –                              | GRÜNE             | –           | –           | 4.542        | 4,0          |
|                                | –                              | F.D.P.            | 3.795       | 3,3         | 3.920        | 3,4          |
|                                | –                              | GRAUE             | –           | –           | 607          | 0,5          |
|                                | –                              | REP               | –           | –           | 2.072        | 1,8          |
|                                | –                              | MLPD              | –           | –           | 37           | 0,0          |
|                                | –                              | ÖDP               | –           | –           | 206          | 0,2          |
|                                | –                              | PBC               | –           | –           | 377          | 0,3          |
|                                | –                              | DSU               | 1.435       | 1,3         | –            | –            |
| Gesamt                         | Gesamt                         | Gesamt            | 113.776     | 100         | 114.530      | 100          |
|                                |                                |                   |             |             |              |              |
| Ungültige Stimmen              | Ungültige Stimmen              | Ungültige Stimmen | 2.025       | 1,7         | 1.271        | 1,1          |
| Wähler                         | Wähler                         | Wähler            | 115.801     | 73,8        | 115.801      | 73,8         |
| Wahlberechtigte                | Wahlberechtigte                | Wahlberechtigte   | 156.849     |             | 156.849      |              |
|                                |                                |                   |             |             |              |              |
| Quellen: Der Bundeswahlleiter, |                                |                   |             |             |              |              |

## Bundestagswahl 1990
| Kandidaten                  | Kandidaten                     | Parteien/Listen   | Erststimmen | Erststimmen | Zweitstimmen | Zweitstimmen |
| Kandidaten                  | Kandidaten                     | Parteien/Listen   | Stimmen     | %           | Stimmen      | %            |
| --------------------------- | ------------------------------ | ----------------- | ----------- | ----------- | ------------ | ------------ |
|                             | Gottfried Haschkegewählt im WK | CDU               | 72.658      | 60,2        | 70.727       | 58,2         |
|                             | Diethold Tietz                 | SPD               | 15.646      | 13,0        | 16.767       | 13,8         |
|                             | Anne-Marie Russew              | PDS               | 10.716      | 8,9         | 10.462       | 8,6          |
|                             | −                              | DSU               | –           | –           | 1.745        | 1,4          |
|                             | Manfred Dreßler                | F.D.P.            | 9.682       | 8,0         | 10.260       | 8,4          |
|                             | Joachim Schlenzig              | GRÜNE             | 12.013      | 10,0        | 6.701        | 5,5          |
|                             | –                              | BSA               | –           | –           | 34           | 0,0          |
|                             | −                              | LIGA              | –           | –           | 623          | 0,5          |
|                             | –                              | DIE GRAUEN        | –           | –           | 2.004        | 1,6          |
|                             | −                              | REP               | –           | –           | 1.336        | 1,1          |
|                             | –                              | KPD               | –           | –           | 57           | 0,0          |
|                             | –                              | NPD               | –           | –           | 563          | 0,5          |
|                             | –                              | ÖDP               | –           | –           | 197          | 0,2          |
|                             | –                              | Patrioten         | –           | –           | 13           | 0,0          |
|                             | –                              | SpAD              | –           | –           | 22           | 0,0          |
|                             | –                              | VAA               | –           | –           | 156          | 0,1          |
| Gesamt                      | Gesamt                         | Gesamt            | 120.715     | 100         | 121.576      | 100          |
|                             |                                |                   |             |             |              |              |
| Ungültige Stimmen           | Ungültige Stimmen              | Ungültige Stimmen | 2.856       | 2,3         | 1.995        | 1,6          |
| Wähler                      | Wähler                         | Wähler            | 123.571     | 76,7        | 123.571      | 76,7         |
| Wahlberechtigte             | Wahlberechtigte                | Wahlberechtigte   | 161.163     |             | 161.163      |              |
|                             |                                |                   |             |             |              |              |
| Quellen: Statistik Sachsen, |                                |                   |             |             |              |              |

## Wahlkreissieger
| Wahl | Name              | Partei | Erststimmen |
| ---- | ----------------- | ------ | ----------- |
| 1998 | Gottfried Haschke | CDU    | 43,9 %      |
| 1994 | Gottfried Haschke | CDU    | 60,3 %      |
| 1990 | Gottfried Haschke | CDU    | 60,2 %      |